# Le Crime d'Halloween (téléfilm)
Pour le roman, voir La Fête du potiron.
Le Crime d'Halloween (Hallowe'en Party) est un téléfilm britannique de la série télévisée Hercule Poirot, réalisé par Charles Palmer, sur un scénario de Mark Gatiss, d'après le roman La Fête du potiron d'Agatha Christie.
Ce téléfilm, qui constitue le 64e épisode de la série, a été diffusé pour la première fois au Royaume-Uni le 27 octobre 2010 sur ITV1 et en France le 26 novembre 2011 sur TMC.

## Synopsis
Ariadne Oliver prépare Halloween avec une amie et des enfants. L'une d'elles, Joyce, prétend avoir assisté à un meurtre il y a quelques années. Personne ne la croit, sauf qu'elle est retrouvée noyée dans un seau d'eau un peu plus tard. Ariadne fait appel à son ami Poirot pour trouver le meurtrier. Celui-ci est particulièrement intéressé par l'anecdote de la jeune fille.

## Production

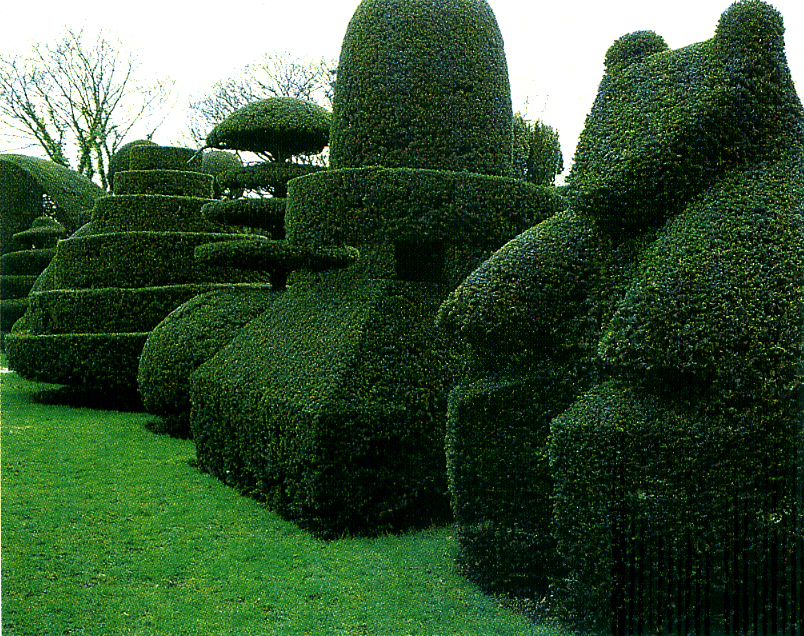
Beckley Park

### Fiche technique
- Titre français : Le Crime d'Halloween
- Titre original : Hallowe'en Party
- Réalisation : Charles Palmer
- Scénario : Mark Gatiss, d'après le roman La Fête du potiron (1969) d'Agatha Christie
- Décors : Jeff Tessler
- Costumes : Sheena Napier
- Photographie : Cinders Forshaw
- Montage : Matthew Tabern
- Musique originale : Christian Henson
- Casting : Susie Parriss
- Production : Karen Thrussell
  - Production déléguée : Julie Burnell, Rebecca Eaton, Mathew Prichard, Mary Durkan,Michele Buck et Damien Timmer
  - Production associé : David Suchet
- Sociétés de production : ITV Studios, WGBH Boston et Agatha Christie Ltd.
- Durée : 90 minutes
- Pays d'origine :  Royaume-Uni,  États-Unis
- Langue originale : anglais
- Genre : Policier
- Ordre dans la série : 64e - (3e épisode de la saison 12)
- Premières diffusions :
  -  Royaume-Uni : 27 octobre 2010 sur ITV1
  -  États-Unis : 3 juillet 2011 sur le réseau de PBS
  -  France : 26 novembre 2011 sur TMC

### Lieu de tournage
- Maison de Beckley Park (en), près de Beckley (en) dans l'Oxfordshire en Angleterre[1]

## Distribution
- David Suchet (VF : Roger Carel) : Hercule Poirot
- Zoë Wanamaker  (VF : Christine Delaroche) : Ariadne Oliver
- David Yelland : George
- Amelia Bullmore (VF : Anne Deleuze) : Judith Butler
- Deborah Findlay  (VF : Patricia Legrand) : Rowena Drake
- Mary Higgins : Miranda Butler
- Sophie Thompson : Mrs Reynolds
- Georgia King  (VF : Delphine Braillon) : Frances Drake
- Ian Hallard : Edmund Drake
- Timothy West  (VF : Marc Cassot) : Révérend Cottrell
- Fenella Woolgar  (VF : Marie-Martine) : Miss Whittaker
- Macy Nyman : Joyce Reynolds
- Richard Breislin  (VF : Hervé Grull) : Leopold Reynolds
- Paola Dionisotti (en) : Mrs Goodbody
- Julian Rhind-Tutt  (VF : Jean-François Vlérick) : Michael Garfield
- Paul Thornley  (VF : Michel Laroussi) : Inspecteur Raglan
- Vera Filatova : Olga Seminoff
- Phyllida Law : Mrs Llewellyn-Smythe
- Eric Sykes (VF : Jacques Brunet) : Mr Fullerton

Source doublage : RS Doublage

## Accueil
Au Royaume-Uni, le téléfilm est suivi par 4,8 millions de téléspectateurs, soit 19,1 % de part d'audience.
En France, le téléfilm est regardé par 950 000 téléspectateurs, soit 4,1 % de part d'audience, se plaçant 6e programme de la soirée.